# Partito dei Socialisti e dei Democratici
Die Partei der Sozialisten und Demokraten (italienisch Partito dei Socialisti e dei Democratici, kurz PSD) ist eine sozialdemokratische politische Partei San Marinos. Sie ist Mitglied in der Sozialistischen Internationalen, ihr gegenwärtiges italienisches Gegenstück ist die Demokratische Partei.

## Geschichte
Die PSD wurde 2005 durch eine Fusion der Partito Socialista Sammarinese (PSS), der ältesten politischen Partei des Landes und der Partito dei Democratici (PD) gegründet. Zur Zeit der Gründung der Partei hielt die Partei 27 von 60 Sitzen im Consiglio Grande e Generale, das nach den Parlamentswahlen von 2006 auf 20 Sitze reduziert wurde. Die PSS regierte lange als Juniorpartner in einer Koalition mit der Partito Democratico Cristiano Sammarinese, während die PD ihre Ursprünge in der Partito Comunista Sammarinese hatte.
Die Fusion der beiden Parteien provozierte den Austritt des zentristischen Flügels der PSS, der die Nuovo Partito Socialista ins Leben rief und den Austritt des sozialistischen Flügels der PD, die die Partito della Sinistra – Zona Franca gründete und sich der Rifondazione Comunista Sammarinese anschloss, in Bildung der Sinistra Unita, während zwei weitere Abspalter, angeführt von Fabio Berardi und Nadia Ottaviani, beide Mitglieder des Consiglio Grande e Generale, die bemängelten, die PSD sei zu links-gerichtet, spalteten sich im September 2008 um die Arengo-e-Libertà-Partei zu gründen. Eine weitere Abspaltung 2009 in Borgo Maggiore formte die Partito Socialista Riformista Sammarinese.
Bei den Parlamentswahlen 2006 gewann die PSD 31,8 % der Stimmen und 20 von 60 Sitzen und regierte von 2006 bis 2008 in einer Koalition mit der Alleanza Popolare dei Democratici Sammarinesi per la Repubblica und der Sinistra Unita, bis Spannungen zwischen den beiden letztgenannten zum Zerfall der Koalition führten.
Bei den San-marinesischen Parlamentswahlen 2008 erlaubte die PSD der kleineren Sammarinesi-per-la-Libertà-Partei, als Teil ihrer Wahlliste zu starten, und war Teil der Riforme-e-Libertà-Koalition, die 25 von 60 Sitzen im Consiglio Grande e Generale und 45,78 % der Stimmen gewann, aber eine Regierungsmehrheit verfehlte.
Bei den San-marinesischen Parlamentswahlen 2012, trat die PSD als Teil der San-Marino-Bene-Comune-Koalition an, die, angeführt von der Partito Democratico Cristiano Sammarinese, die Wahl gewann. Die PSD erreichte 14,32 % der Stimmen und 10 Sitze. In der neuen Regierung stellte die PSD 3 Minister.
Bei den San-marinesischen Parlamentswahlen 2016 bildete die PSD gemeinsam mit der Partito Democratico Cristiano Sammarinese (PDCS), Sammarinesi und der Partito Socialista (PS) das Wahlbündnis San Marino prima di tutto, das in der Stichwahl am 4. Dezember der Koalition adesso.sm unterlag. Die PSD erhielt 7,17 % der Stimmen und 3 Sitze.